# Nimmi
Nimmi, pseudonimo di Nawab Bano (Agra, 18 febbraio 1933 – Mumbai, 25 marzo 2020), è stata un'attrice indiana.

## Filmografia parziale
- Barsaat, regia di Raj Kapoor (1949)
- Deedar, regia di Nitin Bose (1951)
- Sazaa, regia di Fali Mistry (1951)
- Daag, regia di Amiya Chakravarty (1952)
- Aan, regia di Mehboob Khan (1952)
- Amar, regia di Mehboob Khan (1954)
- Uran Khatola, regia di S. U. Sunny (1955)
- Kundan, regia di Sohrab Modi (1955)
- Basant Bahar, regia di Raja Nawathe (1956)
- Pooja Ke Phool, regia di A. Bhimsingh (1964)
- Love and God, regia di K. Asif (1986)